# Bert Veldkamp
Berend (Bert) Veldkamp (Bedum, 6 november 1921 – Den Haag, 5 september 2003) was een Nederlands marineofficier. Van 1975 tot 1979 was hij Bevelhebber der Zeestrijdkrachten. Na zijn pensionering was hij lid van de Raad van State.

## Biografie
Veldkamp werd geboren in 1921 het Groningse Bedum. Na het behalen van zijn gymnasiumdiploma trad hij in september 1939 aan op het Koninklijk Instituut voor de Marine (KIM) in Den Helder, de opleiding tot officier bij de Koninklijke Marine. Na de Duitse aanval op Nederland in 1940 werd Veldkamp, net als zijn collega's, op non-actief gesteld. Hij studeerde daarna een jaar op de Kweekschool voor de Zeevaart in Amsterdam. In mei 1942 werden alsnog alle militairen krijgsgevangen gemaakt en bracht Veldkamp de rest van de oorlog door in kamp Stanislau en kamp Neubrandenburg. Nadat dit laatste kamp in april 1945 bevrijd werd door de Russen, keerde Veldkamp huiswaarts om op 30 juni 1945 benoemd te worden tot luitenant ter zee der derde klasse.
Als jonge officier diende Veldkamp onder andere op Hr.Ms. Evertsen en in de Tweede politionele acties in Indonesië, waarvoor hij het Ereteken voor Orde en Vrede ontving. Later vervulde hij nog functies op het KIM, in Den Haag, in Parijs en in Washington. Van 1963 tot 1964 was hij commandant van Hr.Ms. Friesland en van 1967 tot 1968 was hij de laatste commandant van het laatste Nederlandse vliegdekschip, Hr.Ms. Karel Doorman.
In 1969 werd Veldkamp als commandeur de eerste commandant van de nieuw gevormde Standing Naval Force Atlantic (STANAVFORLANT). In 1972 werd hij Commandant der Zeemacht in Nederland, om in 1975 Bevelhebber der Zeestrijdkrachten te worden.
Na zijn functioneel leeftijdsontslag bij de marine werd Veldkamp in 1980 lid van de Raad van State. Hier stopte hij traditiegetrouw mee toen hij in 1991 70 jaar werd.
In 2003 overleed Bert Veldkamp in Den Haag. Veldkamp was getrouwd en had vijf kinderen.